# چپقلو (چاراویماق)
چپقلو یکی از روستاهای استان آذربایجان شرقی است که در دهستان قوری‌چای شرقی بخش مرکزی شهرستان چاراویماق واقع شده‌است.این روستا ۳۱۵ نفر جمعیت دارد.